# 內武定里
內武定里，是台灣南部自清治時期至日治初期的一個行政區劃，其範圍即今台南市的永康區西北部。
內武定里北邊為新化里西堡、新化西里，東邊為廣儲東里、永康上中里，南邊為永康下里，西邊為外武定里。
內武定里在昔日的保甲制度中，有「鹽行保」，其第六甲轄區內地勢較高處，後來演變成為地名「六甲頂」。

## 管轄街庄
內武定里共轄3個庄：
- 今永康區境內：三崁店庄、鹽行庄、六甲頂庄